# 国鉄タキ21200形貨車
国鉄タキ21200形貨車（こくてつタキ21200がたかしゃ）は、かつて日本国有鉄道（国鉄）及び1987年（昭和62年）4月の国鉄分割民営化後は日本貨物鉄道（JR貨物）に在籍した私有貨車（タンク車）である。
本形式と同一の専用種別であるタム4700形、タキ250形についても本項目で解説する。

## タム4700形
タム4700形は、アンモニア水専用の15t 積タンク車として1954年（昭和29年）1月13日に1両（タム4700）が、日立製作所にて製作された。
その後1960年（昭和35年）7月20日から同年8月16日にかけてタム400形より4両（タム1614 - タム1617→タム4701 - タム4704）の専用種別変更（濃硫酸→アンモニア水）が行われ本形式に編入された。
更に1963年（昭和38年）3月2日から同年12月26日にかけて3両（タム4705 - タム4707）が、日立製作所にて新規製作された。
以上合計8両（タム4700 - タム4707）がタム4700形として落成した。
本形式の他にアンモニア水を専用種別とする形式には、タ1450形（2両）、タ1530形（3両）、タ1650形（2両）、タ1700形（3両）、タ1800形（2両）、タキ250形（4両、後述）、タキ21200形（4両、後述）の7形式がありいずれも少数両数形式である。
落成時の所有者は、東海硫黄工業（その後社名は東海瓦斯化成、三菱油化と変遷）、日産化学工業の2社でありその常備駅は関西本線（貨物支線）の塩浜駅、高山本線の速星駅であった。
1979年（昭和54年）10月に制定された化成品分類番号では、96（有害性物質、毒性のあるもの）が標記された。
車体色は黒色、寸法関係は全長は7,800mm、全幅は2,432mm、全高は3,850mm、軸距は3,900mm - 4,020mm、実容積は12.3m3、自重は10.5t - 11.7t、換算両数は積車2.8、空車1.2である。落成時の軸ばね支持方式は一段リンク式であったが貨物列車の最高速度引き上げが行われた1968年（昭和43年）10月1日ダイヤ改正対応のため二段リンク式に改造された。
1987年（昭和62年）4月の国鉄分割民営化時には3両（タム4705 - タム4707）の車籍がJR貨物に継承されたが、1991年（平成3年）7月に3両そろって廃車となり同時に形式消滅となった。

## タキ250形
タキ250形は、アンモニア水専用の30t 積タンク車として1963年（昭和38年）12月26日から1967年（昭和42年）12月25日にかけて3ロット4両（コタキ250 - コタキ253）が、日立製作所、富士重工業の2社にて製作された。
記号番号表記は特殊標記符号「コ」（全長 12 m 以下）を前置し「コタキ」と標記する。
所有者は、日産化学工業の1社のみでありその常備駅は高山本線の速星駅であった。
1979年（昭和54年）10月に制定された化成品分類番号では、96（有害性物質、毒性のあるもの）が標記された。
ドーム付き直円筒型のタンク体は、普通鋼（一般構造用圧延鋼材、SS41現在のSS400）製で断熱材を巻き、キセ（外板）を装備している。荷役方式はタンク上部のマンホールからの上入れ、液出管と空気管使用による上出し方式であり、両管はS字管を装備している。
車体色は黒色、寸法関係は全長は12,000mm、全幅は2,488mm、全高は3,879mm、台車中心間距離は7,900mm、実容積は33.4m3、自重は18.8t、換算両数は積車5.0、空車2.0であり、台車はベッテンドルフ式のTR41Cである。
1987年（昭和62年）4月の国鉄分割民営化時には2両（コタキ250、コタキ253）の車籍がJR貨物に継承されたが、1991年（平成3年）7月に最後まで在籍した1両（コタキ250）が廃車となり同時に形式消滅となった。

## タキ21200形
タキ21200形は、アンモニア水専用の35t 積タンク車として1971年（昭和46年）5月19日に4両（タキ21200 - タキ21203）が、日立製作所にて製作された。
所有者は、日産化学工業の1社のみでありその常備駅は高山本線の速星駅であった。
1979年（昭和54年）10月に制定された化成品分類番号では、96（有害性物質、毒性のあるもの）が標記された。
35系に属する耐候性高張力鋼製のタンク体に、厚さ60mmのグラスウール断熱材を巻き、薄鋼板製のキセ（外板）が設置された。
荷役方式は、タンク上部のマンホールからの上入れ、液出管と空気管使用による上出し方式であり、両管はS字管を装備している。
車体色は黒色、寸法関係は全長は12,600mm、全幅は2,720mm、全高は3,880mm、台車中心間距離は8,500mm、実容積は18.3m3、自重は18.3t、換算両数は積車5.5、空車1.8であり、台車はベッテンドルフ式のTR41Cである。
1987年（昭和62年）4月の国鉄分割民営化時には全車がJR貨物に継承されたが、1991年（平成3年）7月に最後まで在籍した2両（タキ21202, タキ21203）が廃車となり同時に形式消滅となった。